# Мост Юнчуань
Мост Юнчуань (кит. 永川长江大桥) — комбинированный мостовой переход, пересекающий реку Янцзы, расположенный на территории города центрального подчинения Чунцин; 23-й по длине основного пролёта вантовый мост в мире (17-й в Китае и 1-й в городе Чунцин). Является частью Третьей кольцевой автодороги Чунцина.

## Характеристика
Мостовой переход соединяет северный и южный берега реки Янцзы соответственно районы Юнчуань и Цзянцзинь города центрального подчинения Чунцин. На данном участке мост позволил соединить национальные скоростные автодороги G85 Чунцин — Куньмин на севере и G93 Чэнду — Чунцин на юге.
Длина мостового перехода — 1 895,8 м, в том числе мост над руслом Янцзы 1 008 м. Мостовой переход включает двухпилонный вантовый мост с основным пролётом длиной 608 м, который сменяется двумя секциями (с обеих сторон) балочной конструкции, затем идут мостовые подходы. Пролёты моста 64 + 2×68 + 608 + 2×68 + 64 м. Высота основных башенных опорː северной 196,7 м и южной 207,4 м. Башенные опоры имеют форму перевёрнутой буквы Y, с разомкнутым верхом и двумя перекрытиями.
Имеет 6 полос движения (по три в обе стороны) с допустимой скоростью движения транспорта 80 км/ч.